# Karl Storck
Karl Gustav Ludwig Storck, född 1873 i Dürmenach i Elsass, död 1920, var en tysk författare.
Storck studerade germanistik i Strassburg och Berlin, blev journalist och redigerede Deutsche Zeitung, Tägliche Rundschau och tidskriften Der Türmer. Han skrev ett par litteraturhistoriska arbeten: Deutsche Literaturgeschichte (1897, 3:e upplagan 1906) och Jung-Elsass in die Literatur, 
novellerna Die Elsässerin och Das Sontagskind samt romanen Am Walensee.